# آنا موگلالیس
آنا موگلالیس ((به فرانسوی: Anna Mouglalis)؛ زادهٔ ۲۶ آوریل ۱۹۷۸) یک هنرپیشه، و مانکن اهل فرانسه است. وی از سال ۱۹۹۷ میلادی تاکنون مشغول فعالیت بوده‌است. 
از فیلم‌هایی که وی در آنها ایفای نقش کرده‌است می‌توان به احساس مالکیت، لئوپاردی و کوکو شانل و ایگور استراوینسکی اشاره کرد.